# روگوزارسکی اس‌آی‌ام-۶-
روگوزارسکی اس‌آی‌ام-۶- (به انگلیسی: Rogožarski_SIM-XI) یک هواگرد ملخ‌پیشین تک‌موتوره از نوع آکروبات آموزشی ساخت شرکت Rogožarski است. هواگرد روگوزارسکی اس‌آی‌ام-۶- نخستین پروازش را در ۱۹۳۸ میلادی انجام داد. این هواگرد در سال ۱۹۳۸ میلادی رسماً معرفی گردید و در سال‌های from 1937 to 1941 تولید شده‌است. در مجموع، تعداد ۱ فروند از این هواگرد ساخته شده‌است.
طراح این هواگرد، Sima Milutinović بود.